# Барриос, Эдуардо
Эдуардо Барриос (исп. Eduardo Barrios Hudtwalcker; 25 октября 1884, Вальпараисо — 13 сентября 1963, Сантьяго) — чилийский поэт, прозаик, новеллист и драматург. Лауреат Национальной премии Чили по литературе 1946 года.

## Биография
После окончания средней школы поступил в военную школу, но бросил её. Бо́льшую часть своей молодости путешествовал по Латинской Америке, знакомясь с жизнью в разных странах, зарабатывая на жизнь случайными заработками. В 1915 году вернулся на родину, работал в редакциях разных газет и журналов, в том числе La Mañana, Zig Zag, revista Pacifico and revista Atenea.
С 1925 по 1959 год занимал различные посты в правительстве, был министром образования (в правительстве Карлос Ибаньес дель Кампо (1927—1931), работал директором государственных библиотек, сотрудничал с местной прессой.
Избирался членом Чилийской, Аргентинской и Бразильской литературных академий.

## Избранная библиография
- Del natural (роман, 1907)
- Mercedes en el tiempo (пьеса, 1910)
- Lo que niega la vida y por el decoro (пьеса, 1913)
- El niño que enloqueció de amor (роман, 1915)
- Vivir (пьеса, 1916)
- Un Perdido (роман, 1917)
- Papá y mamá (роман, 1920)
- El Hermano Asno (роман, 1922)
- Páginas de un pobre diablo (роман, 1923)
- Y la vida sigue (роман, 1925)
- Tamarugal (роман, 1944)
- Teatro escogido (1947)
- Gran Señor y Rajadiablos (роман, 1948)
- Los Hombres del Hombre (1950)